# Glux-en-Glenne
Glux-en-Glenne is een gemeente in het Franse departement Nièvre (regio Bourgogne-Franche-Comté) en telt 105 inwoners (2009). De plaats maakt deel uit van het arrondissement Château-Chinon (Ville).

## Geografie
De oppervlakte van Glux-en-Glenne bedraagt 22,8 km², de bevolkingsdichtheid is 4,8 inwoners per km².
De onderstaande kaart toont de ligging van Glux-en-Glenne met de belangrijkste infrastructuur en aangrenzende gemeenten.

## Demografie
Onderstaande figuur toont het verloop van het inwonertal (bron: INSEE-tellingen).